# Colapso da Escada de Incêndio
Colapso da Escada de Incêndio, também conhecido como Fogo na Rua Marlborough, é uma foto monocromática de Stanley Forman que recebeu o Prêmio Pulitzer de Fotografia Spot News em 1976 e o título de Foto da Imprensa Mundial do Ano. A foto, que faz parte de uma série, mostra Diana Bryant, de 19 anos, e sua afilhada de dois anos, Tiare Jones, caindo da escada de incêndio destruída de um edifício em chamas na Marlborough Street em Boston em 22 de julho de 1975. A escada de incêndio no quinto andar desabou quando uma escada giratória em um caminhão de bombeiros foi estendida para pegar os dois em uma altura de aproximadamente 15 metros.
A foto foi tirada com uma câmera motorizada e também mostra vasos de plantas caindo. Outras fotos da série mostram Bryant e Jones esperando por uma escada giratória e o momento do colapso da escada de incêndio com as duas vítimas nela. Originalmente publicada no Boston Herald American, a foto circulou em mais de uma centena de jornais e levou à adoção de uma nova legislação de escada de incêndio nos Estados Unidos.